# Palacio de Santa Cruz (Valladolid)
El palacio de Santa Cruz de Valladolid es la primera muestra de arte renacentista en España y fuera de Italia. Antigua sede del Colegio Mayor Santa Cruz, en la actualidad, el palacio es la sede del rectorado de la Universidad de Valladolid, del Museo de la Universidad de Valladolid (MUVa) y del Museo de Arte Africano Arellano Alonso, cuyas colecciones de arte africano fueron donadas también a la Universidad de Valladolid. 

## Historia

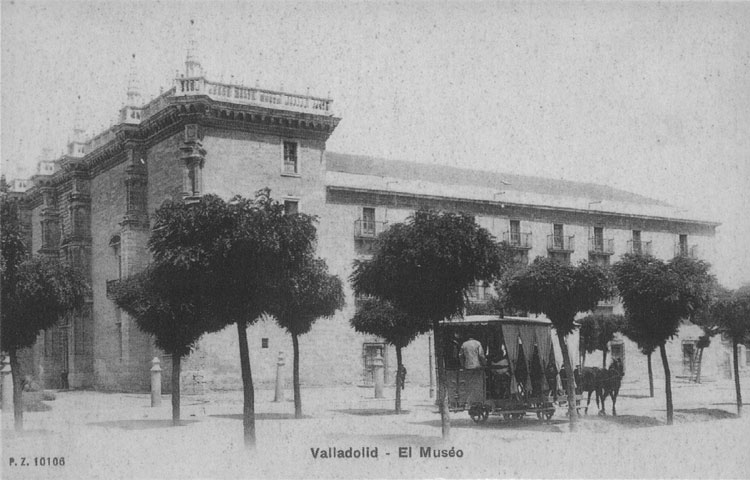
Imagen antigua del palacio

El 29 de mayo de 1479 fue expedida una bula de Sixto IV que autorizaba la fundación del Colegio Mayor que decidió establecer en Valladolid el cardenal Pedro González de Mendoza, aunque las obras para la construcción del actual colegio no se iniciaron hasta 1486. No se conoce quien fue el tracista del edificio; aunque se atribuyó en Pedro Pulido, se sabe que intervino en la obra únicamente en calidad de cantero. Posteriormente se atribuyó también a Enrique Egas y a Juan Guas, aunque lo más probable es que el autor del cambio de estilo que se evidencia en su proceso de construcción fuera Lorenzo Vázquez de Segovia. El cardenal Mendoza se disgustó con los planos góticos adoptados para el edificio y en 1488 ordenó que la obra continuase de acuerdo con el nuevo estilo renacentista. El edificio se inauguró en 1491.

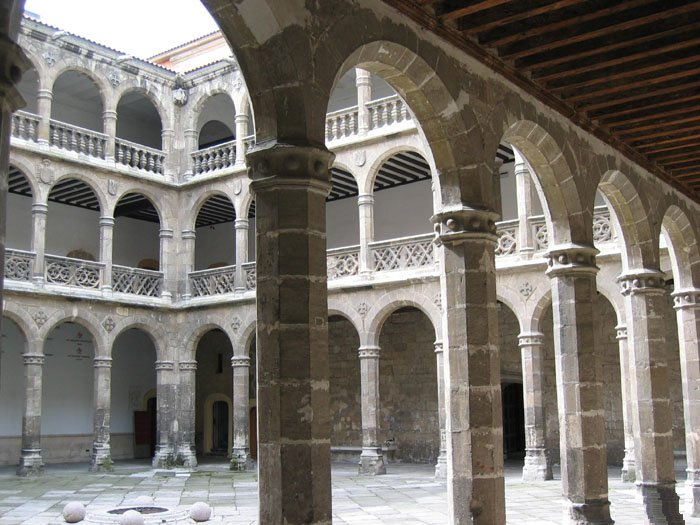
Patio del Palacio de Santa Cruz

El patio sufrió reformas en 1603 cambiando Juan de Nates todos los pilares a excepción de los angulares, que se encontraban por entonces muy deteriorados, procediéndose a una nueva reforma del claustro en 1744 cuando los arquitectos Juan de Sagarvinaga y Domingo de Ondátegui sustituyeron por otro nuevo, el último cuerpo del mismo. Ventura Rodríguez realizó en 1761 diseños para transformar las ventanas góticas de la fachada principal y la obra se encomendó cuatro años más tarde, a su sobrino y discípulo Manuel Martín quien, entre otras mejoras, transformó todos los vanos de las tres restantes fachadas del edificio, dando por concluida su intervención en 1768.
El edificio del Colegio se amplió, además, en 1712 con una construcción que destinada a usos secundarios servía para enlazar el Colegio propiamente dicho con su Hospedería. En 1940 se adosó a este edificio y dando frente a un jardín privado del Colegio, la fachada que perteneció al Colegio jesuita de San Ambrosio, que se había concluido en 1740 y que constituye un buen ejemplo de fachada de tipo columnario. La Hospedería se construyó en 1675 siguiéndose la traza facilitada por el arquitecto Antonio del Solar.
Durante la Guerra de la Independencia, el colegio permaneció cerrado hasta 1816, y sirvió de hospedaje a Arthur Wellesley, duque de Wellingthon. Posteriormente sufrió un nuevo cierre, reabriéndose en 1833, ya bajo el reinado de Isabel II, durante la regencia de María Cristina. En el año 1838 se cerró definitivamente.
Convertido en sede del rectorado de la Universidad de Valladolid en el siglo XX, el edificio ha sido restaurado en las décadas de 1990 y 2000 por el Ministerio de Cultura, y la propia Universidad de Valladolid exclusivamente. En una primera fase se han rehabilitado el pavimento del patio y su sistema de drenaje, y en una segunda se ha limpiado la piedra de las fachadas exteriores y del patio, reabriéndose el recinto el 23 de octubre de 2010 con la presencia de la ministra de Cultura, Ángeles González-Sinde. En abril de 2011 se iniciaron las obras de restauración de la tercera fase consistentes en restaurar los paramentos de las plantas baja, primera y segunda, cambiar los suelos de las plantas primera y segunda, y restaurar los artesonados y los marcos de piedra de las puertas de entrada de las plantas primera y segunda hacia las distintas dependencias internas. La finalización de las obras de esta tercera fase finalizaron en 2011 y en 2024 se ha iniciado una nueva restauración.

## Características

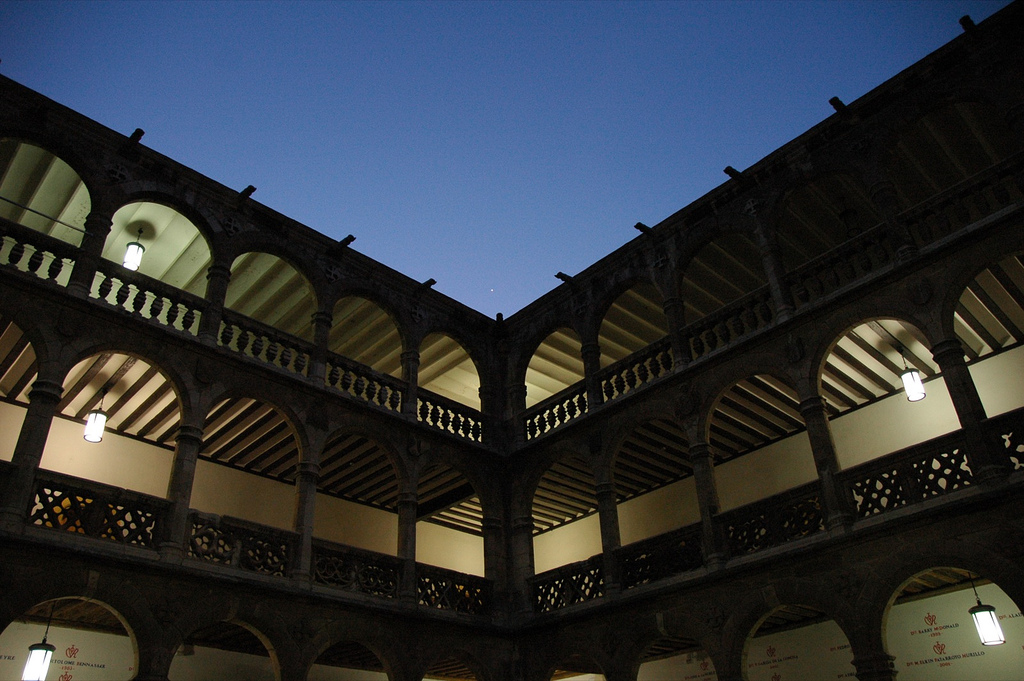
Claustro del Palacio de Santa Cruz de noche

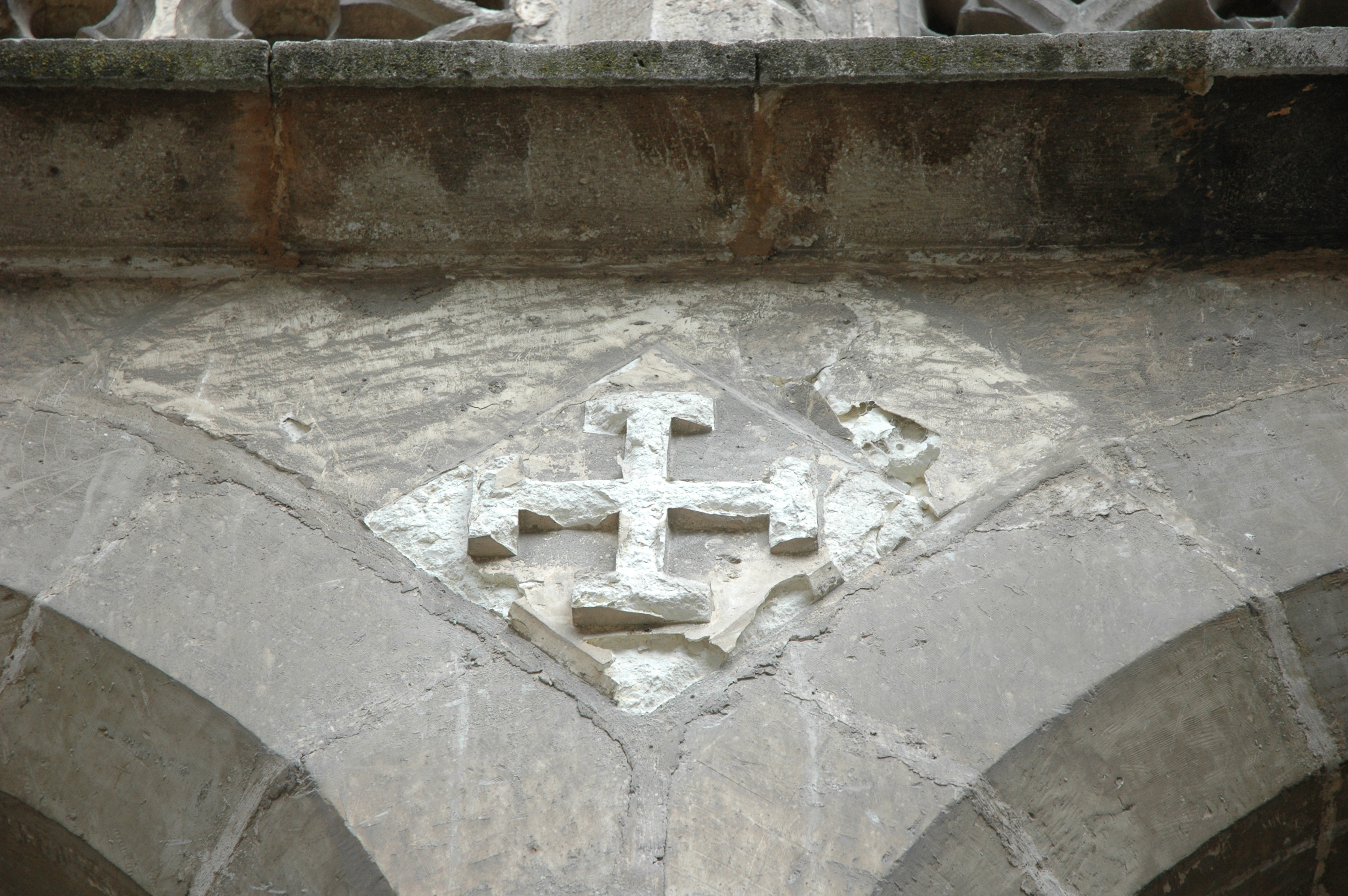
La Cruz de Jerusalén, emblema del Colegio, está presente en muchos rincones del palacio

El Colegio tiene planta cuadrada y está labrado enteramente en piedra caliza de sillería, abriéndose en su centro el único patio de que dispuso el inmueble. La fachada principal está apoyada en contrafuertes en los que es visible el cambio de estilo que se operó en la construcción apenas iniciada; sus tracerías góticas se sustituyeron por pilastras renacentistas. La portada, en arco de medio punto, se decoró con finos grutescos, observándose también grifos, delfines y temas botánicos. La Cruz de Jerusalén, emblema del Colegio, figura en las enjutas, mientras que sobre el entablamento se colocó un relieve, aún gótico, en el que aparece arrodillado el cardenal Mendoza ante la presencia de Santa Elena de Constantinopla, descubridora de la Santa Cruz. El fondo de todo el paño que ocupa la portada se encuentra tapizado por almohadillado de superficie retallada. El ímpetu ascendente de los contrafuertes se contuvo mediante una gran cornisa, decorada con motivos clásicos y rematada con balaustrada y pináculos, que confiere al edificio un carácter civil y una horizontalidad netamente renacentista.
El zaguán de la entrada se cubre con bóveda sencilla de crucería decorada con ángeles tenantes de escudos similares a los conservados en el Aula Triste y en los rincones de la parte superior del primer cuerpo del patio, corresponden al escultor Alejo de Vahía.
La escalera principal y algunas embocaduras de puertas fueron reformadas en el siglo XVIII al igual que la capilla que se abre al zaguán y en la que puede admirarse el Cristo de la Luz, depósito del Museo Nacional Colegio de San Gregorio, realizado por Gregorio Fernández en 1621 para una capilla del Monasterio de San Benito el Real.
El edificio alberga la librería que perteneció al Colegio del cardenal, acrecentada con fondos de la desamortización de Mendizábal a la que se accede a través de una puerta plateresca en la que se encuentran labrados relieves de Santos Doctores, originales también de Alejo de Vahía. La estantería salomónica de su interior fue ejecutada en 1705 por el ensamblador Alonso Manzano y está presidida por el retrato ecuestre del cardenal fundador, obra del vallisoletano Manuel Peti. El contenido de la biblioteca es de gran riqueza, destacando el ejemplar mozárabe del Beato de Valcavado, realizado por Oveco en el año 970.
La Hospedería del colegio tiene planta cuadrada y su patio, en el centro, posee severo diseño en sus dos cuerpos de galerías organizadas por pilares cuadrados y arcos de medio punto.

## La Biblioteca Histórica de Santa Cruz

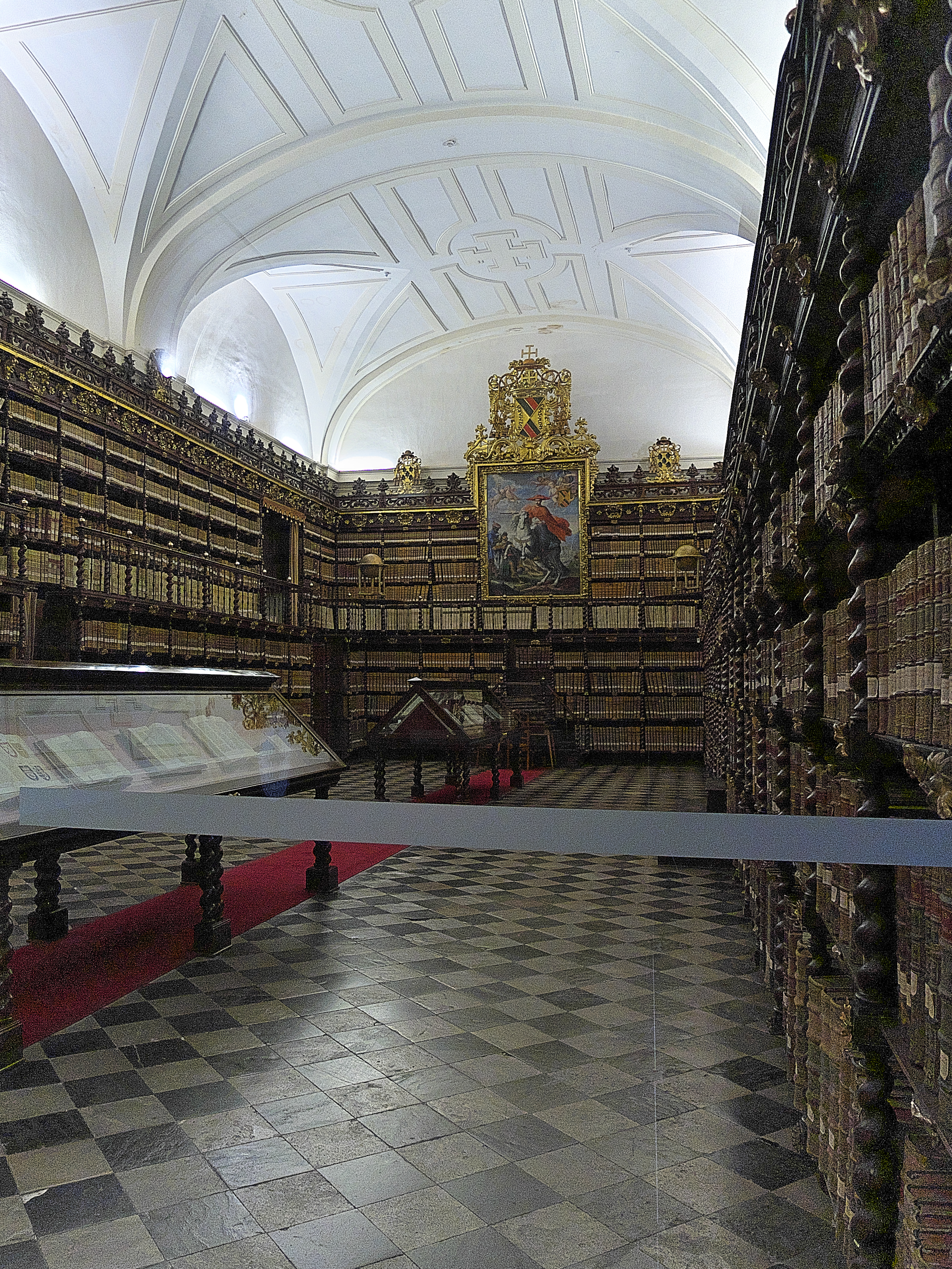
Biblioteca del Colegio Mayor de Santa Cruz

Con una colección bien organizada y puesta a disposición de los investigadores de todo el mundo, se prestan los servicios que demanden con la ayuda de los medios tecnológicos adecuados: puntos de acceso a internet y bases de datos digitalizadas tanto de fondos propios como ajenos. A través de la página web se puede consultar el catálogo digitalizado de manuscritos, el catálogo de incunables y raros, y las bases de datos en línea de fondo antiguo, tanto nacionales como extranjeras. El fondo bibliográfico actual de la biblioteca está dividido en cuatro secciones:
1. Sección de Manuscritos. Contiene 526 obras desde el siglo X hasta el siglo XIX de temática muy variada ya que existe desde una Biblia hebrea a clásicos como los Discursos de Cicerón, pasando por temas de historia y derecho, como un ejemplar del “Becerro de las Behetrías” del año 1352. Pero la obra más antigua y valiosa es el Beato de Valcavado, copia de Comentarios al Apocalipsis de San Juan, de Beato de Liébana, códice del siglo X de estilo mozárabe, hecho en pergamino, con 87 miniaturas de coloraciones muy intensas y en magnífico estado de conservación. En esta sección están incluidos los Papeles y documentos del Colegio Mayor Santa Cruz que recoge unos 500 documentos relativos a la organización y administración del Colegio desde su fundación. Están agrupados por temática en ocho apartados y, entre ellos, destacan el Documento Fundacional y el Privilegio de los Reyes Católicos.
2. Sección de Incunables y Raros. Está compuesta por 355 volúmenes, de los cuales unos 200 son incunables. El incunable más antiguo que tiene la biblioteca es una obra de Bernardo Justiniano impresa en Roma en 1471. También hay que destacar un ejemplar del Calendario Regiomontano editado en Venecia en 1476, primera obra en la que aparece portada, y el Fasciculus temporum de Werner Rolewinck de Leer, primer libro con grabados impreso en España, Sevilla 1480.
3. Sección de Impresos. Recoge los 12.887 volúmenes de la biblioteca de Santa Cruz más otros 13 000 de la biblioteca universitaria editados entre los siglos XVI a XVIII y de muy amplia temática (teología, moral, derecho, historia, medicina, ciencias físicas y naturales y literatura). Entre ellos tenemos la mayoría de las biblias impresas en el XVI y XVII, destacando la Biblia Políglota Complutense del Cardenal Cisneros. Del siglo XVI reseñar las Geografías de Ptolomeo, el Civitates orbis terrarum de Georg Braun, el Theatrum orbis terrarum de Abraham Ortelius. De medicina hay dos ejemplares del Dioscórides “De medicinali materia”. Del siglo XVII hay obras de ciencias naturales, muchos libros de viajes, de cartografía y de tema americano muy difundido en historias y crónicas del descubrimiento y la colonización. Y, por último, del XVIII cabe destacar la Enciclopedia francesa de Diderot y D’Alembert y dos espléndidas obras de ciencias naturales: “Les papillons exotiques” de Pierre Crammer e “Icones plantarum medicinarum” de J.J. Plenck.
4. Sección de legajos. Comprende 4000 folletos de los siglos XVIII y XIX referentes, en su mayoría, a la propia vida de la Institución Universitaria. Cuenta también con 502 documentos impresos en Valladolid de los siglos XVI al XIX.

Todo este gran fondo constituye un centro de documentación en fondo antiguo muy importante para la investigación en cualquier campo del saber. Está abierto a investigadores y usuarios acreditados por medio de los siguientes servicios:
1. Consulta en sala. Los usuarios pueden consultar los libros en la sala de investigadores previo cumplimiento de unos requisitos y guardando una serie de normas. En la sala hay conexión wifi para la utilización de ordenadores portátiles.
2. Información bibliográfica. Dadas las características del fondo y la tipología de usuarios, la información bibliográfica suele ser bastante especializada. En la sala de investigadores hay una amplia biblioteca de referencia actualizada y que está formada por repertorios bibliográficos, diccionarios especializados, catálogos de manuscritos, incunables, etc. Estas obras son de libre acceso y pueden ser utilizadas por los investigadores presenciales, aunque también se da este tipo de información a través del correo electrónico, teléfono, etc.
3. Préstamo interbibliotecario. No es propiamente un préstamo, puesto que este fondo no puede salir de la biblioteca. Las peticiones se resuelven por medio de digitalizaciones que se envían al peticionario, bien a través de un correo electrónico o grabado en un CD o DVD.

## Fundación Jiménez-Arellano Alonso (Museo de Arte Africano Arellano Alonso. UVA)
El palacio de Santa Cruz es a su vez sede de la Fundación Alberto Jiménez-Arellano Alonso de la Universidad de Valladolid (Museo de Arte Africano Arellano Alonso. UVa), dedicada a la promoción del arte en general, aunque está centrada particularmente en el arte africano y contemporáneo. El edificio cuenta con tres salas de exposiciones: En la planta baja se encuentran el Salón de Rectores y la Sala Renacimiento, que albergan la colección de escultura en terracota africana y la Sala San Ambrosio ubicada en la entreplanta, que acoge trajes y enseres que representan la cultura y la sociedad del Reino de Oku.
La importancia de la colección radia en la exclusividad artística de contener la mejor colección española del África subsahariana, difundiéndose a partir de la propia colección pero también la realización de diversas actividades, charlas y exposiciones tmeporales.